# Eressa detola
Eressa detola là một loài bướm đêm thuộc phân họ Arctiinae, họ Erebidae.